# Dragon Age: The Veilguard
Dragon Age: The Veilguard (vormals Dragon Age: Dreadwolf) ist ein Computer-Rollenspiel des kanadischen Entwicklers BioWare, welches im Jahr 2024 für Windows, PlayStation 5 sowie Xbox Series erschienen ist. The Veilguard ist der vierte Teil der Dragon-Age-Hauptreihe und gilt als direkter Nachfolger zum 2014 erschienen Dragon Age: Inquisition.

## Handlung
Die Handlung von The Veilguard setzt die Erzählung aus Dragon Age: Inquisition und dessen Download-Erweiterung Eindringling (engl. Originaltitel: Trespasser) fort, wobei seit den Ereignissen in der Spielwelt rund zehn Jahre vergangen sind. Der ehemalige Begleiter des Inquisitors, Solas, hatte sich im Epilog zu Inquisition als „Fen'Harel“ – der Schreckenswolf – zu erkennen gegeben. Dabei handelt es sich um den elfischen Gott der List und Täuschung, welcher einst den Schleier erschuf, der als eine Art magische Barriere die physische Welt von Thedas vom Nichts (engl. Fade) trennte. Dadurch sperrte der Schreckenswolf die anderen Elfengötter im Nichts ein. Dies hatte zur Folge, dass die Elfen ihre enge Verbindung zur Magie und dem Nichts verloren, was wiederum zum Niedergang der elfischen Zivilisation und zur Sterblichkeit der Elfen führte. Da er dies mittlerweile als Fehler betrachtet, plant Fen'Harel nun den Schleier zu zerstören und so beide Dimensionen wieder miteinander zu vereinen, wie er dem Inquisitor am Ende von des DLC Eindringling offenbarte.
Gleich zu Beginn von The Veilguard unterbricht der wahlweise männliche, weibliche oder non-binäre Spielercharakter Rook mit Unterstützung von Varric und weiteren Begleitern das von Solas initiierte Ritual zur Beseitigung des Schleiers. Zwar kann Solas an der Vollendung des Rituals gehindert werden, dennoch können sich zwei alte Widersacher von Fen'Harel befreien und versuchen nun die Herrschaft über alles und jeden in Thedas an sich zu reißen. Um dies zu verhindern, muss Rook eine Gruppe zusammenstellen, die sich den Göttern entgegen stellen kann. Diese Reise führt den Charakter quer durch Thedas und das Nichts.

## Entwicklungsgeschichte

### Verlauf
Ursprünglich begann die Entwicklung vom vierten Dragon-Age-Teil bereits 2015 unter dem Projektnamen „Joplin“, bei welchem Mike Laidlaw – unter anderem Creative Director bei Dragon Age: Inquisition – erneut die Rolle des Creative Directors übernehmen sollte. „Joplin“ sollte sich stärker auf die Narration fokussieren und dabei kompakter ausfallen als die Vorgänger. Spielerisch sollten die Spieler die Region um das Tevinter-Imperium bereisen, ein Teil von Thedas, der bisher nur in Texten Beachtung fand.
Als es zu Problemen bei der Entwicklung von Mass Effect: Andromeda kam, wurden die Arbeiten an „Joplin“ Ende 2016 auf Eis gelegt, so dass das „Joplin“-Team bei Andromeda aushelfen konnte. Nach dessen Veröffentlichung im März 2017 wurde die Entwicklung von „Joplin“ zunächst wieder aufgenommen. Im Oktober 2017 wurde „Joplin“ von BioWare und EA schließlich endgültig eingestellt, da das bisherige Konzept angeblich keinen Platz für eine Live-Service-Komponente hatte und damit nicht in die Strategie des Publishers passte, die eigenen Kernmarken auf Game-as-a-Service-Spiele umzumünzen.
Im Jahre 2018 wurde die Entwicklung eines Inquisition-Nachfolgers mit überarbeiteten Konzept unter dem Projekttitel „Morrison“ wieder aufgenommen. Ziel des Projekts war nun die Einbindung von Live-Service-Elementen. Ende Februar 2021 wurde allerdings bekannt, dass Dragon Age 4 in Folge des Singleplayer-Erfolgs von Star Wars Jedi: Fallen Order sowie dem gescheiterten Start von BioWares Online-Shooter Anthem nun doch ein reines Singleplayer-Spiel werden sollte und die geplante Live-Service-Komponente aus dem Projekt „Morrison“ entfernt wird. Im Rahmen der Verleihung der Game Awards im Dezember 2018 gab BioWare mittels kurzem Teaser-Trailer bekannt, worum es im vierten Teil der Reihe gehen werde. Damit wurde das Spiel als direkter Nachfolger zu Inquisition bestätigt. Im Februar 2023 sickerte Material aus der Alpha-Phase der Entwicklung durch, welches darauf hindeutete, dass das Spiel – statt auf ein taktisches System, wie in den Vorgängern – auf ein Echtzeit-Kampfsystem setzen würde, in Anlehnung an God of War.
Im Sommer 2024 gab BioWare schließlich bekannt, dass der bis dahin bekannte Name des Spiels Dragon Age: Dreadwolf abgelegt werden würde und der vierte Teil der Dragon-Age-Reihe nun unter dem Namen Dragon Age: The Veilguard erscheinen würde. Laut BioWare sollte damit dargestellt werden, dass es in dem Spiel nicht allein um Solas geht, sondern vor allem um die Gruppe, die der Spieler im Rahmen der Handlung aufbaut. Mitte August 2024 wurde schließlich der 31. Oktober 2024 als Veröffentlichungsdatum bekannt gegeben. Am 4. Oktober 2024 gab BioWare schließlich bekannt, dass das Spiel den Gold-Status erreicht habe und somit am 31. Oktober 2024 erscheinen könne.

### Personelle Wechsel
Im Laufe der Entwicklung kam es häufig zum Wechsel auf leitenden Positionen. So verließ etwa der langjährige Creative Director von Dragon Age, Mike Laidlaw, das Unternehmen, nachdem „Joplin“ 2017 eingestampft worden war. Mark Darrah, Produzent von zum Beispiel Anthem, übernahm anschließend bei „Morrison“ die Rolle des ausführenden Produzenten, während Matthew Goldman von 2017 bis 2021 die Position des Creative Directors innehatte. Am 3. Dezember 2020 verließ Mark Darrah BioWare und wurde durch den Leiter des Studios BioWare Austin, Christian Dailey, als ausführender Produzent ersetzt. Matthew Goldman verließ BioWare im November 2021 und John Epler übernahm seine Position als Creative Director. Als Christian Dailey das Unternehmen im Februar 2022 verließ, kam es zu mehreren personellen Wechseln: Corinne Busche wurde Game Director, Benoit Houle wurde zum Director of Product Development ernannt und Mac Walters bekleidete das Amt des Production Directors. Walters wiederum verließ das Unternehmen dann im Januar 2023. Zwei Monate später, im März 2023, schloss sich Mark Darrah BioWare wieder als Berater an und Electronic Arts kündigte an, dass das Entwicklungsteam von Mass Effect nun die Produktion von Dragon Age: The Veilguard unterstützen würde.
Im August 2023 entließ BioWare im Zuge einer konzernweiten Entlassungswelle 50 Mitarbeiter, die an The Veilguard und dem nächsten Mass Effect arbeiteten. Im Oktober desselben Jahres wurde BioWare von sieben Entlassenen auf weitere Entschädigungen verklagt, da ihre NDAs sie daran hinderten, ihre Arbeit an The Veilguard in ihrem Portfolio zu listen.

### Übertragung von Entscheidungen
Im Vorgänger Dragon Age: Inquisition konnten die Spieler mithilfe einer Webanwendung – der Dragon Age Keep – ihre Entscheidungen aus den vorherigen beiden Spielen in Inquisition importieren. In The Veilguard hingegen werden nur drei Spielentscheidungen aus Inquisition übernommen. Creative Director John Epler sagte dazu, dass die Entscheidungen der vorherigen Spiele größtenteils deswegen keinen Einfluss auf The Veilguard haben, um zu vermeiden, dass es zu Widersprüchen in der narrativen Logik kommt.

### Musik
Nachdem der kanadische Komponist Trevor Morris den Soundtrack für Dragon Age: Inquisition lieferte, wird die Musik zu Dragon Age: The Veilguard nun von Hans Zimmer in Zusammenarbeit mit Lorne Balfe komponiert.

## Rezeption
Dragon Age: The Veilguard erhielt von der Fachpresse überwiegend positive Kritiken. Der Wertungsaggregator Metacritic ermittelt aus 36 Bewertungen eine Wertung von 77 von 100 Punkten auf dem PC, aus 72 Bewertungen eine Wertung von 82 von 100 Punkten auf der PS5 und aus zwölf Bewertungen eine Wertung von 86 von 100 Punkten für die Xbox-Series-Plattform. OpenCritic kommt bei 112 Kritiken auf eine Empfehlungsquote von 69 %.
Gelobt wurde das actionreiche Kampfsystem, die Geschichte rund um die Gruppe des Protagonisten, welche allerdings erst nach einigen Stunden Fahrt aufnehme, und die Präsentation des Spiels, obgleich das Design der Charaktere als eher unpassend beschrieben wurde. Bemängelt hingegen wurde das lineare Level-Design, das eher stupide Nebenquest-Design und die kaum vorhandene Charakterentwicklung des Spielercharakters.
Es erhielt Nominierungen als bestes Spiel des Jahres bei den Golden Joystick Awards und für Innovation bei der Zugänglichkeit bei den The Game Awards.
Von Teilen der Fandom wurde das Spiel jedoch sehr bemängelt und erhielt sehr negative Kritiken und blieb „hinter den anderen Spielen weit zurück“.